# 三木卓
三木 卓（みき たく、1935年〈昭和10年〉5月13日 - 2023年〈令和5年〉11月18日）は、日本の小説家、詩人、ノンフィクション作家、児童文学作家、翻訳家。日本芸術院会員。従四位。紫綬褒章。芸術院恩賜賞。
詩人として出発し、『東京午前三時』（1966年）、『わがキディ・ランド』（1970年）などの詩集をもつ。中国体験を素材にした『鶸』（1972年）で芥川賞受賞。ほかに『砲撃のあとで』（1973年）など。

## 来歴・人物
本名は冨田 三樹。
東京に生まれる。満洲日日新聞などの新聞記者だった父に連れられ、2歳から10歳まで大連に移住して過ごす。かつて実業之日本社で児童文学の編集者をしていた父に与えられた少年少女文学集など多くの本に大きな影響を受ける。しかし敗戦で引き揚げを余儀なくされ、帰国途中で父と祖母らを亡くす。
帰国後は父の故郷静岡県御前崎近くに育ち、母子家庭の貧困と小児麻痺による左足の障害に苦しみながら、静岡県立静岡高等学校を経て、1955年早稲田大学第一文学部露文科に入学。
大学卒業後は日本読書新聞に編集者として勤務。河出書房就職の後、江東区に居を構える。当時あかね書房編集部の山下明生と知り合い、親交を深める。詩を書き始め、ロシア文学の翻訳を手がけるようになる。1967年に詩集『東京午前三時』でH氏賞、1971年に詩集『わがキディ・ランド』で高見順賞受賞。
その後、小説も書き始め、「ミッドワイフの家」で芥川賞候補になり、1973年に「鶸」（連作『砲撃のあとで』のうちの一編）で芥川賞を受賞。これ以降、作家としての活動が中心となる。中でも破傷風にかかった娘を描写した初期の中編『震える舌』（1975年）は高く評価され、のちに野村芳太郎によって映画化された。
1980年代からは三浦半島のリゾートマンション（横須賀市芦名）に住み、小説を書くようになる。1984年に児童文学『ぽたぽた』で野間児童文芸賞、1986年に小説『馭者の秋』で平林たい子文学賞、1989年に小説『小噺集』で芸術選奨文部大臣賞を受賞する。
1994年、心筋梗塞のため死にかけたことから鎌倉市雪ノ下に居を移し、このときの臨死記録をノンフィクション『生還の記』で発表。1997年に児童文学『イヌのヒロシ』で路傍の石文学賞、同年に小説『路地』で谷崎潤一郎賞を受賞。1999年、紫綬褒章受章。
2000年に小説『裸足と貝殻』で読売文学賞、2006年に評伝『北原白秋』で毎日芸術賞、藤村記念歴程賞、蓮如賞をそれぞれ受賞する。2007年に文学諸分野での長年の功績が認められ、日本芸術院賞・恩賜賞を受賞、日本芸術院会員となる。2011年春の叙勲で旭日中綬章を授与される。2012年、詩人だった妻福井桂子の思い出を綴った私小説『K』を上梓し、伊藤整文学賞を受賞。
2023年11月18日、老衰のため神奈川県鎌倉市の自宅で死去。88歳没。叙従四位。

## 人物
詩は観念的な言葉ではなく生活感に根ざした作風で、小説は生々しい人物描写が特徴である。作風は人のあたたかさが感じられる心優しい作風であった。
英米、ロシアの児童文学の翻訳は数多く、特にアーノルド・ローベルのシリーズはロングセラーとなっている。「系図」という詩は、高田渡により作曲、歌われ、ボンゾズがカヴァーしている。
テストや問題集などにおいて、著作者の許諾なく著作物が使用されることには否定的で、日本は文化の後進国であり検印制度を復活すべきだと主張している。

## 著作

### 詩集
- 『東京午前三時』（思潮社） 1966
- 『わがキディ・ランド』（思潮社） 1970
- 『三木卓詩集』（思潮社、現代詩文庫） 1971
- 『子宮』（思潮社） 1973
- 『茶色の画帖』（初谷行雄） 1980
- 『三木卓詩集 1957-1980』（れんが書房新社） 1981
- 『肖像画』（初谷行雄） 1983
- 『十二の家の物語』（韻文叢書） 1989
- 『百八つものがたり 連詩』（高橋順子, 新藤凉子共著、思潮社） 2001

### 小説
- 『われらアジアの子』（文藝春秋） 1973、のち集英社文庫
- 『ミッドワイフの家』（講談社） 1973、のち講談社文庫、水窓出版
- 『砲撃のあとで』（集英社） 1973、のち集英社文庫
- 『庭からきた声』（青娥書房） 1974
- 『はるかな町』（集英社） 1975、のち集英社文庫
- 『震える舌』（河出書房新社） 1975、のち新潮文庫、講談社文芸文庫
- 『胸、くるしくて』（文藝春秋） 1976
- 『かれらが走りぬけた日』（筑摩書房） 1978、のち集英社文庫
- 『魔にくすぐられて』（筑摩書房） 1979
- 『野いばらの衣』（講談社） 1979、のち講談社文庫、講談社文芸文庫
- 『胡桃』（集英社） 1980
- 『海辺で』（講談社） 1984
- 『ころぶはおへた』（集英社） 1984
- 『午前中の少年』（毎日新聞社） 1985
- 『水彩画の女たち』（講談社） 1985
- 『日々のたわむれ』（福武書店） 1985
- 『馭者の秋』（集英社） 1985、のち集英社文庫
- 『小噺集』（文藝春秋） 1988
- 『仔熊座の男』（集英社） 1989
- 『惑星の午後に吹く風』（河出書房新社） 1989
- 『月蝕の道』（福武書店） 1990
- 『となりのひと』（講談社） 1991
- 『野鹿のわたる吊橋』（福武書店） 1992、のち集英社文庫
- 『となりの女』（河出書房新社） 1993
- 『ボディ・シャンプー』（河出書房新社） 1996
- 『路地』（講談社） 1997、のち講談社文芸文庫
- 『裸足と貝殻』（集英社） 1999、のち集英社文庫
- 『理想の人生』（河出書房新社） 1999
- 『錬金術師の帽子』（講談社） 2001
- 『柴笛と地図』（集英社） 2004、のち集英社文庫
- 『K』（講談社） 2012、のち講談社文芸文庫
- 『ヌートリア　三木卓 単行本未収録作品集』（小谷野敦編、田畑書店） 2024

### 随筆・評論
- 『詩の言葉・詩の時代』（晶文社） 1971
- 『東京微視的歩行』（講談社） 1975
- 『言葉のする仕事』（筑摩書房） 1975
- 『青春の休み時間』（集英社） 1976、のち集英社文庫
- 『昆虫のいる風景』（新潮社） 1978、のち集英社文庫
- 『夏のよろこび』（小沢書店） 1979
- 『ちょっと寄り道』（集英社） 1979
- 『遠くまで見える道』（毎日新聞社） 1980
- 『降りたことのない駅』（文和書房） 1980
- 『らんぷと水鉄砲』（安野光雅絵、新潮社） 1981、のち新潮文庫
- 『蝶の島 沖縄探蝶紀行』（桐原書店） 1982、のち小学館ライブラリー
- 『大原 里をあるく』（吉田智一写真、桐原書店） 1983
- 『マーク・トウェーン』（チャイルド本社） 1986
- 『月下の花々』（毎日新聞社） 1986
- 『海辺の博物誌』（筑摩書房） 1987
- 『ファーブル』（講談社） 1990
- 『いじわる動物園』（小学館） 1992
- 『日本の昆虫』（小学館） 1993
- 『生還の記』（河出書房新社） 1995、のち河出文庫
- 『When I'm 64年 64歳になったら』（小学館） 2001
- 『鎌倉日記 1994 - 2000』（かまくら春秋社） 2002
- 『わが青春の詩人たち』（岩波書店） 2002、のち河出文庫
- 『北原白秋』（筑摩書房） 2005
- 『鎌倉日記 Ⅱ 2001 - 2005』（かまくら春秋社） 2006
- 『蝶の小径』（幻戯書房） 2007
- 『雪の下の夢 わが文学的妄想録』（冬花社） 2010
- 『私の方丈記』（河出書房新社） 2014、のち河出文庫
- 『鎌倉日記 Ⅲ 平成その日その日 2006 - 2019』（かまくら春秋社） 2019
- 『若き詩人たちの青春』（河出文庫） 2020
- 『鎌倉日記 Ⅳ 最終章 2019 - 2023』（かまくら春秋社） 2024

### 訳書
- 『トラストDE』（イリヤ・エレンブルグ、小笠原豊樹共訳、河出書房新社） 1970、海苑社 1993
- 『サクラの枝』（オフチンニコフ、新潮社） 1971
- 『嵐山光三郎の徒然草・三木卓の方丈記 シリーズ古典(2)』（嵐山光三郎共著、講談社） 2001
  - 新版『徒然草 方丈記 (21世紀版・少年少女古典文学館 第10巻)』（講談社）2009

## 児童文学
- 『時間の国のおじさん』（盛光社、創作SFえほん） 1969
- 『星のカンタータ』（理論社） 1969、のち角川文庫
- 『ほろびた国の旅』（盛光社） 1969、のち角川文庫
- 『七まいの葉』（構造社） 1971、のち講談社文庫
- 『真夏の旗』（あかね書房） 1971、のち講談社文庫
- 『おつきさまになりたい』（あかね書房） 1972、のち偕成社
- 『しらべにきたよ』（金の星社） 1974
- 『馬とつるくさと少年』（佐野洋子絵、エルム） 1976
- 『ばけたらふうせん』（長新太絵、講談社） 1978
- 『おおやさんはねこ』（荻太郎絵、福音館書店） 1982、のち福音館文庫
- 『ぽたぽた』（筑摩書房） 1983
- 『パジャマくん』（講談社） 1986
- 『元気のさかだち』（筑摩書房） 1986
- 『コップの海』（金の星社、フォア文庫） 1987
- 『えいっ』（サンリオ） 1988
- 『イヌのヒロシ』（理論社） 1995
- 『はりがねネコ』（ポプラ社） 1997
- 「三木卓童話作品集」全5巻（大日本図書） 2000
  1. 『パジャマくん』
  2. 『ぽたぽた』
  3. 『アシナものがたり』
  4. 『元気のさかだち』
  5. 『おおやさんはねこ』
- 『むしのうた』（講談社） 2006
- 『イトウくん』（高畠純絵、福音館書店） 2010
- 『ジュース』（杉浦範茂絵、鈴木出版）2019

ほか多数

### 翻訳
- 『ながぐつをはいたねこ』（シャルル・ペロー、世界出版社） 1966
- 『ななつのおねがい』（ワレンチン・カターエフ、あかね書房） 1969
- 『青の国の冒険』（ピーター・マックス、講談社） 1971
- 『赤の国の冒険』（ピーター・マックス 講談社） 1971
- 『黄色の国の冒険』（ピーター・マックス 講談社） 1971
- 『ポケットのたからもの』（R・コーディル、あかね書房） 1977
- 『カヌーはまんいん』（ナサニエル・ベンチリー、文化出版局） 1978
- 『せかいのはてってどこですか?』（アルビン・トレッセルト、佑学社） 1979
- 『きりの中のまほう』（マーガレット=M・キンメル、偕成社） 1980
- 『こわーいおはなし』（トーネ・ジョンストン、佑学社） 1981
- 『ぼくのきしゃ』（デーヴィッド・マクフェイル、佑学社） 1981
- 『ピーターのとおいみち』（リー=キングマン、講談社） 1983
- 『フレディ：小さないのちの物語』（レオ・ブスカリア、講談社） 1985
- 『どこからきこえてくるの?』（バイオレット・イーストン、ほるぷ出版） 1988
- 『こぐまくんのハーモニカ』（ジョン・セバスチャン、リブロポート） 1994
- 『こぶたくん』（ジーン・バン・ルーワン、童話館出版） 1995
- 『せかいのはてってどこですか?』（トゥレッセルト、童話館出版） 1995
- 『しりたがりやのこぶたくん』（バン・ルーワン、童話館出版） 1995
- 『みずうみのたから』（イワン・ガンチェフ、講談社） 1996
- 『ピーターのとおいみち』（バーバラ・クーニー、講談社） 1997
- 『トム・ソーヤーの冒険』（マーク・トウェイン、小学館） 1998
- 『しあわせみつけた』（ガンチェフ、講談社） 2000
- 『ながれ星がはこんできたおはなし』（ヴァリスカ・グレゴリー、偕成社） 2001
- 『井原西鶴集　21世紀によむ日本の古典』（宮本忠夫絵、ポプラ社） 2002
- 『てぶくろ』（トレッセルト、のら書店） 2005
- 『しあわせの石のスープ』（ジョン・J・ミュース、フレーベル館） 2005
- 『そういうきみがすき』（デイビッド・ベッドフォード、佼成出版社） 2005
- 『ゆきがやんだあとで…』（福音館書店） 2006
- 『パンダのシズカくん』（ジョン・J・ミュース、フレーベル館） 2007

### アーノルド・ローベル
- 『ふたりはいっしょ』（アーノルド・ローベル、文化出版局） 1972
- 『ふたりはともだち』（ローベル、文化出版局） 1972
- 『とうさんおはなしして』（ローベル、文化出版局） 1973
- 『やどなしねずみのマーサ』（ローベル、文化出版局） 1975
- 『ふくろうくん』（ローベル、文化出版局） 1976
- 『ふたりはいつも』（ローベル、文化出版局） 1977
- 『おはなしばんざい』（ローベル、文化出版局） 1977
- 『きりぎりすくん』（ローベル、文化出版局） 1979
- 『ふたりはきょうも』（ローベル、文化出版局） 1980
- 『ローベルおじさんのどうぶつものがたり』（文化出版局） 1981
- 『ぼくのおじさん』（ローベル、文化出版局） 1982
- 『がまくんとかえるくんのとびだすえほん』（ローベル、文化出版局） 1986
- 『ローベルおじさんのねこのマザーグース』（ローベル、文化出版局） 1993

ほか多数

### シンシア&ブラィアン・パターソン
- 『いっとうしょうはだあれ』（シンシア&ブラィアン・パターソン、金の星社） 1986
- 『つきよのぼうけん』（パターソン、金の星社） 1986
- 『レモネードはいかが』（パターソン、金の星社） 1986
- 『ひみつがいっぱい』（パターソン、金の星社） 1987
- 『3にんぐみはめいたんてい』（パターソン、金の星社） 1990
- 『びっくりクリスマス』（パターソン、金の星社） 1991

### 校歌
- れいめい中学校・高等学校
- 横浜市立藤ヶ丘小学校
- 静岡市立城北小学校
- 静岡市立川原小学校
- 静岡市立清水桜が丘高等学校
- 静岡県立伊豆中央高等学校
- 静岡県立科学技術高等学校